# Dioskuria

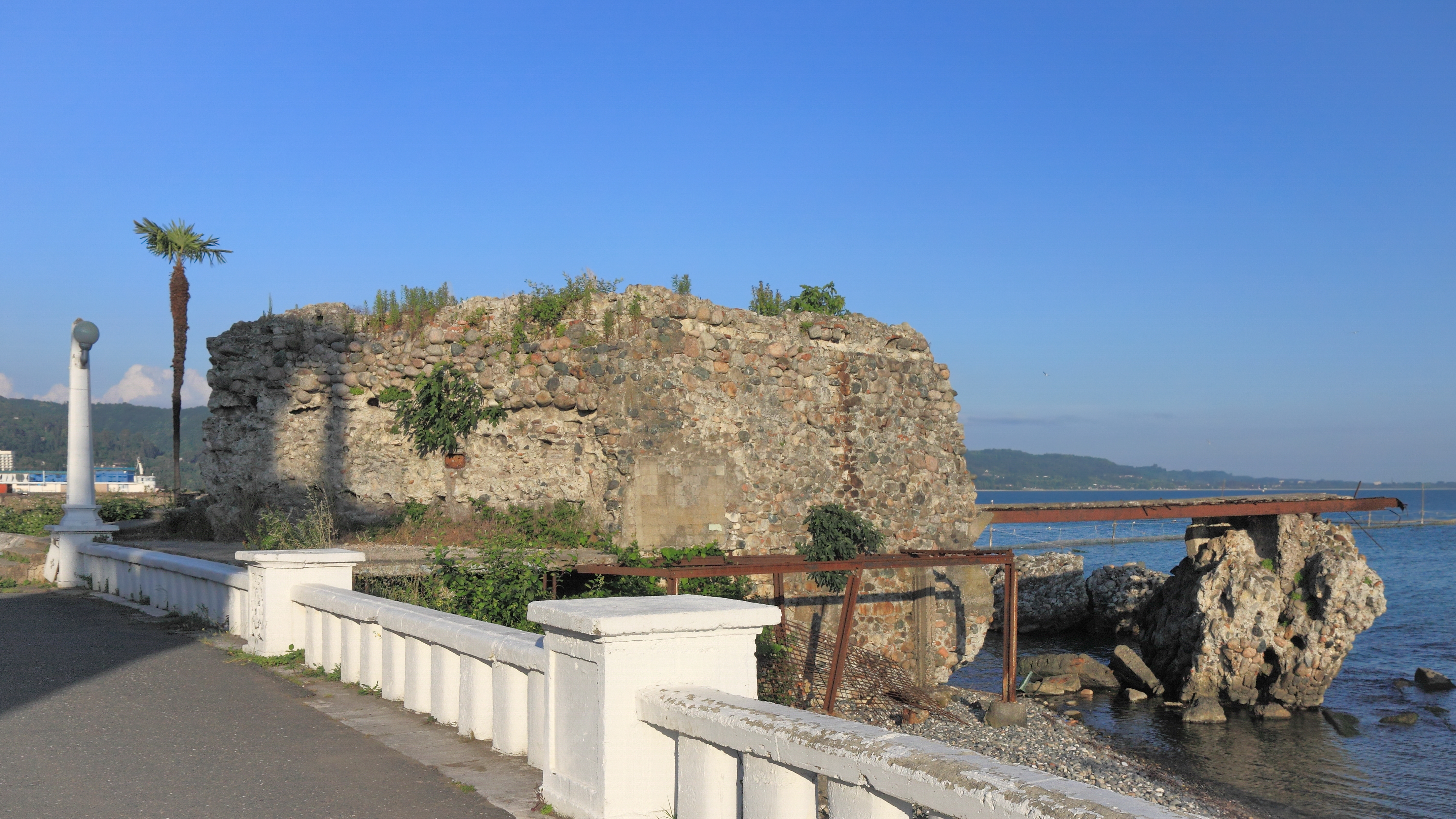
Ruiny antycznej Dioskurii

Dioskuria (gr. Dioskurias) – kolonia Miletu założona w VI w. p.n.e. na wybrzeżu Kolchidy. Miasto stanowiło port wyjściowy na szlaku prowadzącym znad Morza Czarnego. Według relacji Strabona, miasto było ważnym punktem handlowym dla okolicznych plemion, mówiących 70 różnymi językami, żyjących osobno i wrogo do siebie nastawionych. Na gruzach antycznej Dioskurii obecnie znajduje się miasto Suchumi.